# La Crosse (Florida)
La Crosse es un pueblo situado en el condado de Alachua, Florida, Estados Unidos. Tiene una población estimada, a mediados de 2022, de 317 habitantes.

## Geografía
La localidad está ubicada en las coordenadas 29°51′0″N 82°24′9″O / 29.85000, -82.40250 (29.850087, -82.402638). Según la Oficina del Censo, tiene una superficie total de 12.18 km², de los cuales 11.99 km² corresponden a tierra firme y 0.19 km² están cubiertos de agua.

## Demografía
Según el censo de 2020, en ese momento había 316 personas residiendo en la localidad. La densidad de población era de 26.36 hab./km². El 65.19% de los habitantes eran blancos, el 14.87% eran afroamericanos, el 1.90% eran amerindios, el 1.90% eran asiáticos, el 2.53% eran de otras razas y el 13.61% eran de una mezcla de razas. Del total de la población, el 16.77% eran hispanos o latinos de cualquier raza.